# Everybody (Tanel Padar & Dave Benton-låt)
Everybody, skriven av Tanel Padar och Dave Benton, var vinnarmelodin i Eurovision Song Contest 2001, där den framfördes med text på engelska av Tanel Padar, Dave Benton och 2XL, som representerade Estland.
Sångtexten beskriver en inbjudan till en fest. Estland blev med vinsten första tidigare sovjetrepublik att vinna tävlingen.

## Listplaceringar
| Lista (2001)        | Topplacering |
| ------------------- | ------------ |
| Belgien (Flandern)  | 3            |
| Belgien (Vallonien) | 14           |
| Nederländerna       | 64           |
| Sverige             | 12           |

### Fotnoter
1. ↑  ”Listplacering”. http://www.ultratop.be/nl/showitem.asp?interpret=Tanel+Padar+%26+Dave+Benton&titel=Everybody&cat=s. Läst 4 maj 2011.
2. ↑  ”Listplacering”. http://www.ultratop.be/fr/showitem.asp?interpret=Tanel+Padar+%26+Dave+Benton&titel=Everybody&cat=s. Läst 4 maj 2011.
3. ↑  ”Listplacering”. http://dutchcharts.nl/showitem.asp?interpret=Tanel+Padar+%26+Dave+Benton&titel=Everybody&cat=s. Läst 4 maj 2011.
4. ↑  ”Listplacering”. http://swedishcharts.com/showitem.asp?interpret=Tanel+Padar+%26+Dave+Benton&titel=Everybody&cat=s. Läst 4 maj 2011.